# Лубріано
Лубріано (італ. Lubriano) — муніципалітет в Італії, у регіоні Лаціо,  провінція Вітербо.
Лубріано розташоване на відстані близько 90 км на північ від Рима, 25 км на північ від Вітербо.
Населення — 912 осіб (2014).
Щорічний фестиваль відбувається неділі вересня. Покровитель — San Procolo.

## Демографія
Населення за роками:

Станом на 1 січня 2023 року в муніципалітеті офіційно проживали 62 іноземці з 14 країн, серед них 48 громадян країн Євросоюзу та 1 громадянин України.

## Сусідні муніципалітети
- Баньореджо
- Кастільйоне-ін-Теверина
- Орв'єто
- Порано